# Кленчково (Куявсько-Поморське воєводство)
Кленчково (пол. Klęczkowo, нім. Klinzkau) — село в Польщі, у гміні Стольно Хелмінського повіту Куявсько-Поморського воєводства. Населення — 109 осіб (2011).
У 1975-1998 роках село належало до Торунського воєводства.

## Демографія
Демографічна структура станом на 31 березня 2011 року:
|          | Загалом | Допрацездатний вік | Працездатний вік | Постпрацездатний вік |
| -------- | ------- | ------------------ | ---------------- | -------------------- |
| Чоловіки | 60      | 11                 | 41               | 8                    |
| Жінки    | 49      | 12                 | 27               | 10                   |
| Разом    | 109     | 23                 | 68               | 18                   |